# 森末ひろあき
森末 ひろあき（もりすえ ひろあき、10月25日 - ）は、日本の男性声優。ラベリテ・プロ所属。岡山県出身。

## 出演作品

### テレビアニメ
- もえがく★5（店員A）
- ネット『ののちゃんシアター』（父・タカシ）
- 『がんばれ!!タブチくん!!』
- ゲーム『レイルロードタイクーン』

### ナレーション
- クローズアップ現代
- マツモトキヨシ店頭CM